# 韋世豪
韋 世豪（ウェイ・シーハオ、拼音：Wéi Shìháo、Wei Shihao、1995年4月8日 - ）は、中華人民共和国のサッカー選手。ポジションはMF。成都蓉城足球倶楽部所属。

## 来歴
2012年にAFCアヤックスからトライアルのオファーを受けるも、当時ユースで所属していた山東泰山足球倶楽部がこれを許さなかった。2013年12月にボアヴィスタFCのユースチームに移籍し、2014年6月に2年契約を結んで正式にトップチームに昇格した、
2015年7月15日、CDフェイレンセに移籍した。
2017年2月25日、上海海港足球倶楽部に2018年6月30日までの期限付き移籍をした。自身初の中国超級リーグでのプレーとなる。
2018年1月7日、北京国安足球倶楽部に移籍した。
2019年2月2日、広州恒大足球倶楽部に移籍した。2019シーズンの広州のリーグ優勝に貢献するなど、主力として活躍した。
2023年4月4日、広州が降格したこともあり、武漢三鎮足球倶楽部に移籍した。

### 代表歴
2017年12月9日の韓国代表戦でA代表デビュー。

## プレースタイル
ウイングを主戦場とする。
スポーツ精神に反した悪質なラフプレー（蛮行）を平然と行う極めて素行の悪い人物として知られる。2019年3月25日のウズベキスタン代表戦では相手のオタベク・シュクロフに悪質なタックルをし負傷離脱を余儀なくさせた。ラフプレーは今回が初めてではなく、「蛮行」は以前にもあったと報じられた。例として、アジアチャンピオンズリーグでの対ハノイ戦で相手チームの選手の顔面を故意に膝蹴りしてレッドカードで一発退場処分となった行為が確認されており、自国民からも非難が殺到した。